# Provincia de Kayanza
La Provincia de Kayanza es una de las diecisiete Provincias de Burundi. Cubre un área de 1.233 km² y alberga una población de 487.000 personas. La capital es Kayanza.

## Comunas con población en agosto de 2008
- Butaganzwa 51,601
- Gahombo 39,633
- Gatara 64,112
- Kabarore 62,303
- Kayanza 97,252
- Matongo 70,275
- Muhanga 64,480
- Muruta 57,888
- Rango 77,868

- Datos: Q720848